# ۴۹ (قمری)
۴۹ (قمری)، چهل و نهمین سال در گاهشماری هجری قمری است. اول محرم این سال برابر با دوازدهم فوریه سال ۶۶۹ میلادی است.

## رویدادها
ازدواج زهرا بنت عبیدالله ابن  عثمان با عبدالله بن علی بن ابی طالب